# Holiday
Holiday este al treilea single lansat de cântǎreața Madonna pe 7 septembrie 1983 de Sire Records. Apare pe albumul ei de debut, "Madonna". Melodia a fost lansatǎ în Marea Britanie de trei ori; pe 17 ianuarie 1984 (#6), 30 iulie 1985 (#2, fiind oprit sǎ ajungǎ #1 de propriul ei single, Into the Groove), și 4 iunie 1991 (#5) cu un EP care însoțea singlelul, "The Holiday Collection". Apare și pe compilația de remixuri, You Can Dance și pe primul 'best of', The Immaculate Collection.

## Lansare comercialǎ
"Holiday" a fost lansat per total de patru ori.
Melodia a fost inițial pe 7 septembrie 1983, dar a mai fost lansat de douǎ ori în Marea Britanie (în 1985 dupǎ succesul albumui "Like a Virgin" și în 1991 fiind relansat pentru a promova compilația The Immaculate Collection). A doua oarǎ când a fost lansatǎ melodia în U.K., a atins #2, fiind oprit sǎ ajungǎ #1 de propriul single, Into the Groove, devenind astfel unul din cei trei artiști care au reușit performanța aceasta(dupǎ Beatles și Frankie Goes to Hollywood.
Melodia a fost re-lansatǎ în Japonia în 1991 ca promovare pentru soundtrackul filmului "The Wedding Singer Vol. 2"

## Recepția

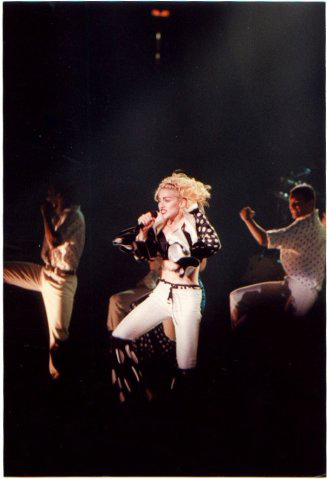
Poză luată dintr-un concert HolidayUnderGround din 1990

### Recenzii
Cântecul este adesea numit ca fiind un imn al anilor '80.

### Performanța în topuri
La o lună de la lansarea albumului Madonna, „Holiday” a devenit primul single de top 40 în America al Madonnei.
După interpretarea de pe 24 septembrie din Clubul Uncle Sam, New York City, „Holiday” prinde având și devine primul cântec al Madonnei care atinge locul 1 în Billboard Hot Dance Music / Club Play. Deși un videoclip pentru acest cântec nu a fost lansat niciodată, MTV a început să difuzeze „Burning Up” începând cu luna octombrie, iar cu ajutorul mini-concertelor susținute de-a lungul coastei de Est a Statele Unite, „Holiday” debutează pe locul 88 în Billboard Hot 100 pe 29 octombrie. Piesa a urcat încet în clasament, luându-i 11 săptămâni de la debut să intre în top 20. „Holiday” a atins locul 16 pe 4 februarie 1984, fiind cea mai bună poziție a solistei de până atunci. Deoarece trecuseră cinci luni de la lansarea sa, Sire Records a decis lansarea unui nou single, „Borderline”, „Holiday” începând să coboare repede din clasament.
„Holiday” a debutat în topul oficial canadian pe 21 ianuarie 1984, pe locul 48. A intrat în top 40 trei ediții mai târziu, pe locul 39, unde a staționat încă două săptămâni. În următoarele trei săptămâni a urcat încet pe locul 32, ocupând această poziție încă o ediție, ieșind însă apoi din top.

## Videoclipul
Un videoclip pentru "Holiday" a fost filmat, înfǎțișând-o pe Madonna dansând în fața unui decor roz, dar se pare cǎ videoclipul era atât de prost încât nu a mai fost lansat, și foarte puțini oameni au vǎzut originalul.
În schimb, diferite performanțe televizate de la emisiuni precum "American Bandstand", "Solid Gold" și "Top of the Pops" au fost folosite ca videoclipuri în Statele Unite, Europa, Marea Britanie și  Canada. Dupǎ interpretarea melodiei 'Holiday' la emisiunea American Bandstand Madonna a rostit celebrele cuvinte(care s-au dovedit a fi adevǎrate)" "I wanna rule the world!"(Vreau sǎ cuceresc lumea!)

## Interpretări live

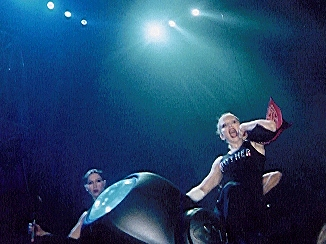

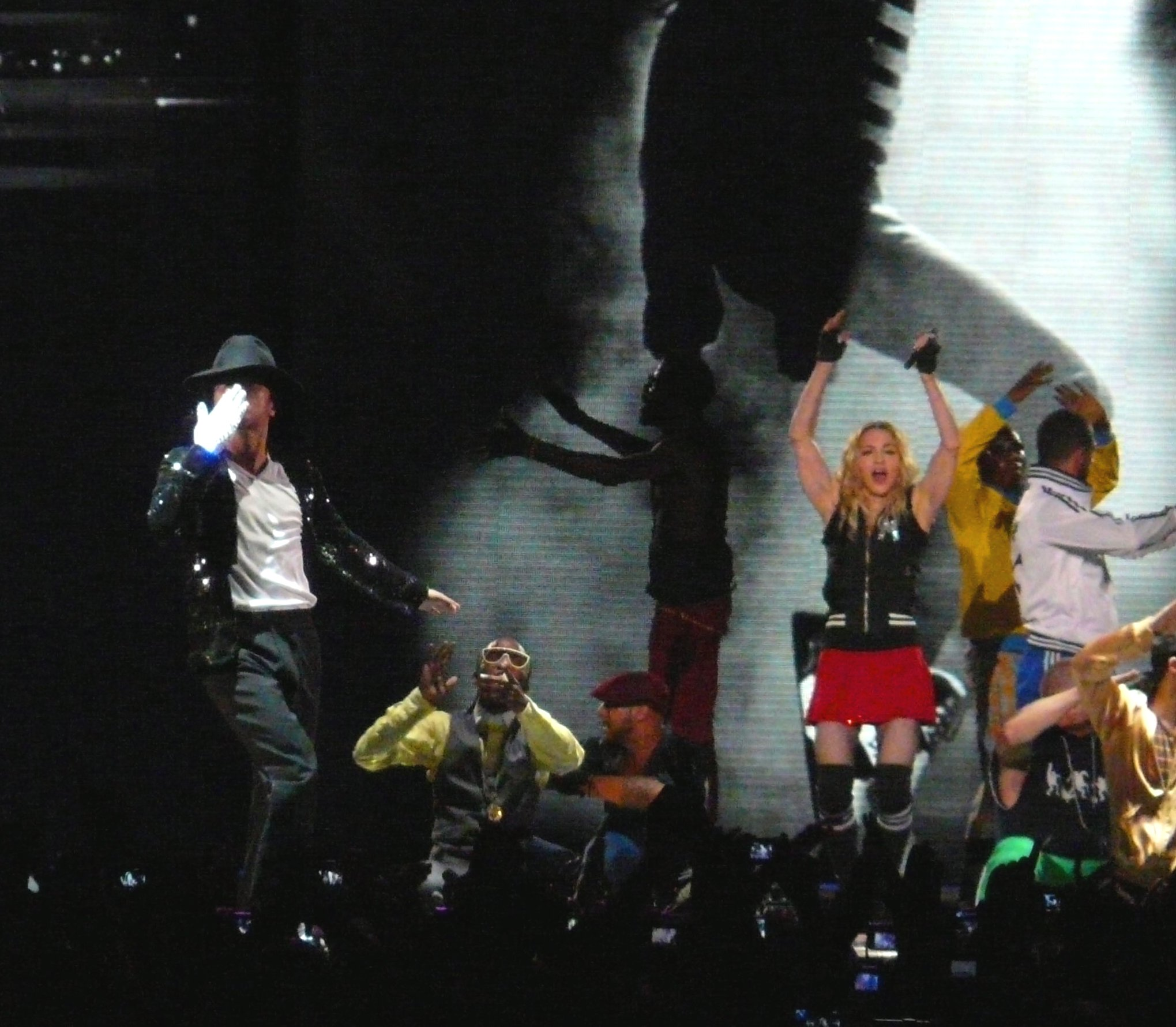

Madona a interpretat "Holiday" în fiecare turneu al sǎu (The Virgin Tour, Who's That Girl Tour, Blond Ambition Tour, The Girlie Show Tour, Drowned World Tour și Re-Invention Tour) în afarǎ de Confessions Tour (un sample a fost folosit totuși în deschiderea melodiei Music Inferno totuși). A mai interpretat Holiday și în timpul concertului Live Aid din Philadelphia, Penssylvania.

## Formate
- Disc single 12" Spania (1983)

1. „Holiday” (6:05)
2. „Lucky Star” (5:27)

- Disc single 12" Marea Britanie (1983, 1985) [A]

1. „Holiday” (6:05)
2. „Think Of Me” (4:55)

- Disc single 12", maxi single Europa (1983)

1. „Holiday” (6:08)
2. „Lucky Star” (5:30)

- Disc single 7" S.U.A. (1983)

1. „Holiday” (3:50)
2. „Borderline” (3:58)

- Disc single 7" Franța, Germania, Japonia, Olanda, S.U.A. (1983)

1. „Holiday” (edit) (3:50)
2. „I Know It” (3:45)

- Disc single 7" Marea Britanie (1983)

1. „Holiday” (edit) (3:50)
2. „Think Of Me” (4:55)

- Disc single 7" promoțional S.U.A. Holiday/Over and Over (1987)

1. A „Holiday” (Extended Remix) (6:59)
2. A „Holiday” (Dub) (6:57)
3. B „Over and Over” (Extended Remix) (7:11)
4. B „Over and Over” (Dub) (6:43)

- CD Europa - Holiday / Everybody (1989)

1. „Holiday” (6:08)
2. „Everybody” (5:57)

- Disc single 7" Europa (1991)

1. „Holiday” (LP Edit) (4:07)
2. „True Blue” (LP Vers.) (4:16)

- Disc single 12" Germania, Marea Britanie (1991)

1. „Holiday” (LP Version) (6:06)
2. „Where's The Party” (Remix) (4:16)
3. „Everybody” (Remix) (4:57)

- Disc single 12" Marea Britanie (1991)

1. „Holiday”
2. „True Blue”

- Casetă Marea Britanie (1991)

1. „Holiday”
2. „True Blue”
3. „Holiday”
4. „True Blue”

- Casetă Germania (1994)

1. „Holiday” (6:08)
2. „Lucky Star” (5:30)

- A ^ Relansarea discului are aceleași piese, doar coperta schimbată.

Sursa:

Versiune alternativă pentru Sudul Europei (1983/1984)
Versiune alternativă pentru Africa de Sud (1983/1984)
Versiune alternativă pentru Japonia (cu „I Know It” ca faţă B) 1983/1984
Versiune alternativă pentru Olanda (1983/1984)
Versiune rară, disponibilă doar în Regatul Unit (1983/1984/1985)
Relansare limitată în Germania (1990)
Relansare pentru promovarea mini albumului Holiday Collection (1991)

## Versiuni
Sunt douǎ variante live ale melodiei:
- Versiunea live a melodiei "Holiday" din turneul "Blond Ambition" din Paris, Franța a fost lansat ca un videoclip în 1991 pentru a promova filmul "Truth or Dare/In Bed With Madonna"(Adevǎr sau provocare/În pat cu Madonna). Aceastǎ versiune a fost nominalizatǎ la patru premii MTV: Best Female Video, Best Dance Video, Best Choreography și Best Cinematography.

Regizor: Alek Keshishian 
Producǎtori: Tim Clawson, Lisa Hollingshead, Jay Roewe 
Director of Photography: Toby Phillips 
Editor: John Murray 
Compania de producție: Propaganda Films 
- Altǎ performanțǎ live a melodiei "Holiday", de aceastǎ datǎ un montaj din scene din turneul Drowned World în 2001, a fost lansat pentru a promova DVD-ul care conținea turneul.

Regizor: Hamish Hamilton 
Producǎtor: Marty Callner 
Director of Photography: Toby Phillips 
Editor: Guy Harding 
Compania de producție: Cream Cheese Films/Tadpole Films Inc. 

## Premii și recunoașteri
| Anul | Ceremonia             | Premiul                                           | Rezultatul |
| ---- | --------------------- | ------------------------------------------------- | ---------- |
| 2005 | AssociatedContect.com | Top Hits of the '80s                              | Locul 51   |
| 2005 | DigitalDreamDoor.com  | 100 Greatest Dance Songs of the 1980s             | Locul 170  |
| 2005 | DigitalDreamDoor.com  | 100 Greatest Disco Songs                          | Locul 58   |
| 2007 | DigitalDreamDoor.com  | Greatest Rock Songs of the 1980s                  | Locul 62   |
| 2009 | DigitalDreamDoor.com  | Top Ten Songs Of Each Year (1980-1989) - 1983     | Locul 5    |
| 2009 | DigitalDreamDoor.com  | 500 Greatest Dance/Electronic Songs of All Time 1 | —          |

1 Listele erau aranjate cronologic sau alfabetic, niciun cântec neffind declarat câștigător.

## Clasamente
| Top(1983/1991)                                  | Pozitia maximǎ |
| ----------------------------------------------- | -------------- |
| Africa de Sud                                   | 5              |
| Australia                                       | 4              |
| Canada                                          | 32             |
| Elvetia                                         | 18             |
| Franța                                          | 24             |
| Germania                                        | 9              |
| Irlanda                                         | 2              |
| Japonia                                         | 10             |
| UK Singles Chart                                | 6              |
| UK Singles Chart (1985 re-entry)                | 2              |
| UK Singles Chart (1991 re-release)              | 5              |
| U.S. Billboard Hot 100                          | 16             |
| U.S. Billboard Hot Dance/Club Play Chart        | 1              |
| U.S. Billboard Hot R&B/Hip-Hop Singles & Tracks | 25             |